# Les Enfants de Caïn

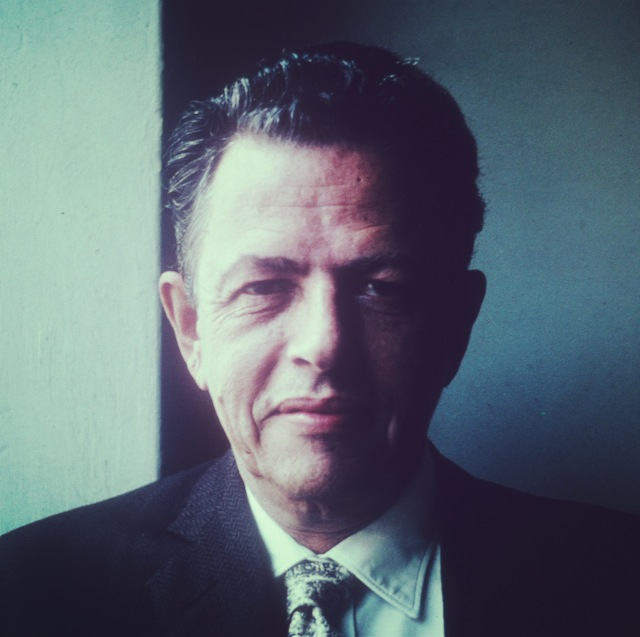
Robert Ardrey.

Les Enfants de Caïn (en anglais African Genesis: A Personal Investigation into the Animal Origins and Nature of Man) est un essai de vulgarisation scientifique de Robert Ardrey, paru en 1961. Il émet l'hypothèse que l'humanité a évolué depuis le continent africain sur la base d'ancêtres carnivores et prédateurs, qui se sont distingués des singes par l'usage des armes,. L'essai questionne l'origine de l'humanité, la nature humaine et ce qui la rend unique entre les espèces. Il fut lu passionnément et occasionna de nombreux débats.
L'ouvrage est le premier de sa série sur la nature humaine, suivi par l'Impératif territorial (1966), le Contrat social (1970), et l'Hypothèse chasseresse (1976). Il fut illustré par la femme d'Ardrey, l'actrice sud-africaine Berdine Ardrey (née Grunewald).

## Contexte
Robert Ardrey, dramaturge et scénariste, fit un voyage en Afrique en 1955, en partie à la demande de Richard Foster Flint, afin d'enquêter sur les suppositions formulées par Raymond Dart, à propos d'un spécimen d'Australopithecus africanus:119.
Ardrey rencontra Dart en mars 1955. Dart, dans son laboratoire de la Witwatersrand University Medical School, avait rassemblé les preuves d'une thèse débattue, selon laquelle l'humanité ne provenait pas d'Asie mais d'Afrique. Parmi sa collection se trouvaient des crânes de babouins fossiles provenant des grottes de Taung, Terkfontein et Makapan qui, selon lui, présentaient des fractures causées par des bâtons en os d'Australopithecus ; la mâchoire d'un singe juvénile de Makapansgat, qui avait été fracturée et avait perdu ses incisives, ainsi que 7 000 ossements fossiles de la grotte de Makapansgat. Parmi les fossiles et les crânes, les tibias étaient surreprésentés, conduisant Dart à théoriser que les ancêtres de l'humanité étaient des chasseurs s'équipaient d'os en tant qu'armes:125–6:41:20. Sa thèse principale évoquait « l'appétence pour la violence de l'hominidé, doublée du développement réussi d'armes létales, qui lui avaient procuré la dominance dans le monde animal, dès le tout début. Ces instincts se seraient perpétués jusqu'à nos jours. » Ardrey en fut fort intrigué. En tant que correspondant, il écrivit un article dessus pour The Reporter. Après avoir rencontré son public, l'article fut republié dans le Science Digest, qui inaugura la réputation d'Australopithecus. L'article du Science Digest amena aussi à le Smithsonian Institution à contacter Dart pour le financer dans ses recherches:123–5.
Après avoir reçu la visite du Dr Kenneth Oakley (en), Ardrey accepta d'écrire un livre sur le sujet. Oakley obtint un bureau pour Ardrey au musée d'histoire naturelle de Londres, ainsi que l'accès à ses bibliothèques privées. Ardrey passa six années à voyager entre les universités du Nord et les sites archéologiques africains. Pendant ce temps, il travailla avec de nombreux scientifiques renommés, y compris Louis Leakey (plus tard affilié au Coryndon Museum du Kenya) et Tony Sutcliffe (plus tard affilié à l'Institut royal d'archéologie):139–40.
Ardrey a fini par devenir un ardent défenseur de cette thèse, la vulgarisant pour les publics avec African Genesis, devenu en français les Enfants de Caïn : le choix de traduction exprime les inquiétudes soulevées par cette thèse, notamment dans une culture encore marquée par le christianisme. Il y a ajouté ses idées sur le rôle du territoire dans le comportement humain, sur la hiérarchie des animaux sociaux et sur le statut instinctif de l'envie de dominer ses semblables.

## Postérité

### Succès éditorial
African Genesis rencontra un succès populaire massif et une large reconnaissance. L'essai est devenu un bestseller international et fut traduit en douze langues. En 1962, il fut finaliste au National Book Award pour les non-fictions. En 1969 le Time dit d'African Genesis qu'il était l'essai le plus remarquable des années 1960.

### Impact constructif sur le darwinisme et la communauté scientifique
Les théories de Dart et Ardrey volèrent la vedette aux idées prévalentes sur les origines de l'humanité. À l'époque de la publication d'African Genesis, on pensait encore globalement que l'humain provenait d'Asie. De plus, il était tenu pour acquis que ses ancêtres étaient herbivores. L'idée d'une Genèse africaine de l'humanité a rencontré une vive résistance dans la communauté scientifique, depuis un instinct meurtrier qui plus est:38:50
Plusieurs scientifiques estiment les travaux d'Ardey, et d'African Genesis en particulier, disant que sa lecture leur a donné envie d'entreprendre leur carrière. Le paléoanthropologue Rick Potts, qui est le directeur des Smithsonian Institution, Museum of Natural History et Human Origins Program depuis 1985, désigne Les Enfants de Cain comme l'un des deux livres les plus formateurs des dernières années, à l'époque. Dans le documentaire de PBS, Dawn of Humanity (2015), Potts récite par cœur le début de l'ouvrage.
A.J. Jacobs, qui écrivit en 2004 le Savoir-Tout, à propos de sa lecture de l'Encyclopædia Britannica, déclara dans une interview qu'une citation d'African Genesis était la chose la plus profonde qu'il ait jamais lu en lisant une encyclopédie.

### Controverses sur l'appétence innée pour la violence, conduisant à l'étude de l'agressivité en éthologie
Les théories de Dart et Ardrey furent controversées, quant à la notion de nature humaine à la violence innée, à l'agressivité instinctive, quoiqu'elle était portée en éthologie par Konrad Lorenz (pour plus de détails, voir l'Impératif territorial). Les commentateurs ultérieurs, cependant, exagérèrent les implications de cette théorie. Il est désormais accepté que la controverse dépassa la pensée de ses auteurs.
William Wright (en), par exemple, en 2013 encore, écrivit : « Ardrey, avec ses meurtres non résolus vieux de trois millions d'années, affirmait non seulement que l'évolution nous avait doté d'une batterie de traits comportementaux, mais il était aussi assez téméraire pour souligner le plus répugnant, l'impulsion du tueur. Cette affirmation inflammatoire a certainement attiré l'attention d'Ardrey, mais la controverse énervée qu'elle a provoquée a presque obscurci le point principal : que le comportement humain est autant un produit de l'évolution que le corps humain:179. »
Tandis que ses thèses sur l'agression étaient débattues, il fut aussi confronté quant à sa conviction éthologique qu'il fallait nécessairement étudier le comportement animal pour comprendre le comportement humain. Ce précepte a fini par devenir largement accepté, en grande partie grâce au travail d'Ardrey, jusque dans les milieux scientifiques dubitatifs qui le prennent désormais pour une évidence.
Après la publication d'African Genesis, l'éthologie, qui est basée sur l'hypothèse d'un recoupement entre l'anthropologie et la zoologie, prospéra. 1966 vit la parution de l'étude de Lorenz L'Agression, une histoire naturelle du mal, suivie par Desmond Morris (le Singe nu) en 1967, Lionel Tiger (Les Hommes en groupes) en 1969, et l'ouvrage de Tiger et Fox : L'Animal impérial en 1971. Avec l'essor de l'éthologie s'est répandue la prémisse centrale de Dart et Ardrey sur la comparaison animal/homme — alors ridiculisée dans les communautés scientifiques américaines par les théoriciens de l’État blanc[à définir]:178.

### La série d'Ardrey sur la nature humaine
African Genesis conduisit Ardrey dans une longue carrière de travail anthropologique et éthologique. Faisant une rétrospective sur ses derniers travaux scientifiques, Ardrey écrivit que « tandis que le paysan et le poète peuvent appréhender une vérité, la science a l'obligation de la définir, de la prouver, d'assimiler sa substance dans le corps de la pensée scientifique et de rendre ses conclusions à la fois disponibles et compréhensibles pour la société dont la science est une part. »
Ses écrits en paléoanthropologie, ethnologie et anthropologie, grâce au succès d'African Genesis, furent largement salués en tant que vulgarisations initiant les publics à ces champs de la connaissance, provoquant de nombreux débats à propos de la nature humaine et son évolution depuis l'animal,,. C.K. Brain, par exemple, écrivit :
« Les Enfants de Caïn fut, en toutes probabilités, lu par plus de personnes à travers le monde que bien d'autres livres sur l'évolution et la nature humaines. Son influence a été en effet très grande, car elle a nourri un débat intense sur ces questions et a catalysé un nouvel ensemble de concepts en paléoanthropologie. »

### Stanley Kubrick, fan de Robert Ardrey
En 1972, défendant son film Orange mécanique de Fred M. Hechinger, Stanley Kubrick cita Ardrey. Il cita en particulier Les Enfants de Caïn (ainsi que le Contrat social). Kubrick fut un fan notable de l'œuvre d'Ardrey, en le citant aussi pour son film de 1968 2001, l'Odyssée de l'espace,. Néanmoins, le comportement des singes dans la séquence Dawn of Man de 2001 a depuis été réfutée, puisqu'il a été constaté que des singes aussi violents sont actuellement végétariens selon l'archéologue K. Kris Hirst, toujours d'après le documentaire de PBS, qui décrit, en mobilisant 2001, l'étude de 2015 autour des fossiles d'Homo naledi,.